# Ute Geweniger
Ute Geweniger (Karl-Marx-Stadt, 24 febbraio 1964) è un'ex nuotatrice tedesca.
Specializzata nella rana e nei misti, ha vinto due medaglie d'oro alle olimpiadi di Mosca 1980: nei 100 m rana e nella staffetta 4x100 m misti.

È stata primatista mondiale sulle distanze dei 100 m rana, 200 m misti e della staffetta 4x100 m misti.
Nel 2005 ammise che i suoi risultati erano influenzati dal doping

## Palmarès
- Olimpiadi
  - Mosca 1980: oro nei 100 m rana e nella staffetta 4x100 m misti.
- Mondiali
  - 1982 - Guayaquil: oro nei 100 m rana e nella staffetta 4x100 m misti, argento nei 200 m rana e 200 m misti.
- Europei
  - 1981 - Spalato: oro nei 100 m e 200 m rana, nei 100 m farfalla, nei 200 m misti e nella staffetta 4x100 m misti, argento nei 400 m misti.
  - 1983 - Roma: oro nei 100 m e 200 m rana, 200 m misti e staffetta 4x100 m misti.